# گورنو کیرکووو
گورنو کیرکووو (به بلغاری: Gorno Kirkovo) یک منطقهٔ مسکونی در بلغارستان است که در شهرستان کیرکوفو واقع شده‌است.